# Serra da Mantiqueira
Serra da Mantiqueira je pohoří v jižní části Brazílie. Jeho nejvyšším vrcholem je Pedra da Mina, s 2798 m n. m. nejvyšší hora státu São Paulo a čtvrtá nejvyšší celé Brazílie. Dalšími významnými horami jsou Pico das Agulhas Negras (2791 m) a Morro do Couto (2680 m). Název Mantiqueira znamená v domorodém jazyce tupí „plačící hory“: pramení zde množství řek, region je zdrojem pitné vody (používané díky obsahu minerálních látek i k léčivým kúrám), na Rio Grande stojí řada hydroelektráren. Centrem horské turistiky je Campos do Jordão, nejvýše položené město Brazílie. Podnebí je chladné, v zimě klesají teploty i pod bod mrazu.
Pohoří náleží do oblasti Atlantický les, roste v něm žakaranda, česnekovník a araukárie, k původní fauně patří ocelot velký, jelenec pampový, paka nížinná, vřešťani nebo sojka azurová. V horách byla vyšlechtěna rasa pasteveckého psa pastor-da-mantiqueira. Nachází se zde národní park Itatiaia. Pěstuje se kávovník, rozšířený je chov dobytka, který vede k rozsáhlému odlesňování.